# Hemileuca shataensis
Hemileuca shataensis är en fjärilsart som beskrevs av Wilhelm Julius Behrens 1880. Hemileuca shataensis ingår i släktet Hemileuca och familjen påfågelsspinnare. Inga underarter finns listade i Catalogue of Life.